# Basquetebol nos Jogos Pan-Americanos de 1959
A competição do basquetebol nos Jogos Pan-americanos de 1959 aconteceram em Chicago, Estados Unidos.
Com sete participantes, os Estados Unidos venceram em casa pela terceira vez.

## Classificação final
| Posição | Time          |
| ------- | ------------- |
| 1.      | United States |
| 2.      | Porto Rico    |
| 3.      | Brasil        |
| 4.      | México        |
| 5.      | Canadá        |
| 6.      | Cuba          |
| 7.      | El Salvador   |